# Israel Weapon Industries
Israel Weapon Industries (IWI), anteriormente formaba parte de la empresa Israel Military Industries (IMI), es un fabricante de armas israelí. La compañía fue fundada en 1933. Anteriormente era propiedad del estado de Israel, en 2005, el departamento de armas ligeras de la empresa IMI, fue privatizado y renombrado IWI. IWI es uno de los fabricantes de armas militares más famosos, y con un mayor número de ventas. IMI tuvo cierta fama a nivel mundial en los años 1950, cuando inventó el subfusil Uzi, del cual fabricó 10 millones de unidades, consiguiendo millones de beneficios netos para la compañía. Otras exportaciones bien conocidas de la compañía incluyen: la ametralladora ligera IMI Néguev, el fusil de asalto IMI Galil, el fusil de asalto IMI Tavor y el fusil de francotirador Dan. IWI desarrolla y fabrica armas de fuego usadas por las fuerzas armadas y por las agencias de policía de varios países del mundo.

## Productos destacados

### Armas automáticas
- Uzi (IMI Uzi)
- IMI Galil
- IMI Negev
- IWI Arad
- IWI Tavor
- IWI X95
- IWI Carmel
- IWI Galil ACE

### Pistolas
- IWI Jericho
- Desert Eagle
- IWI Masada